# 미래로 가는 바른 역사 협의회
미래로 가는 바른 역사 협의회는 식민사학에 대하여 비판하고 민족사학 자처하는 단체로, 총 145개의 단체가 한가람역사문화연구소장 이덕일의 재판을 지원하는 것을 계기로 발족했다. 미사협은 단군을 신화라고 하는 단군신화와 한사군, 그 핵심치소인 낙랑군이 한반도에 있었다는 한사군 한반도설, 낙랑군 평양대동강설 그리고 임나일본부설 등을 식민사학이라고 주장하고 있다. 독립운동가 이회영의 손자인 이종찬 전 국정원장, 이종걸 국회의원 등이  이 단체의 발대식 연설에 참여했다.